# 다카하라 도시야스
다카하라 도시야스(일본어: 髙原 寿康, 1980년 10월 18일 ~ )는 일본의 전 축구 선수이다.

## 구단 경력
그는 2003년부터 2018년까지 J리그의 주빌로 이와타, 콘사돌레 삿포로, 시미즈 에스펄스, FC 마치다 젤비아에서 활동하였다.